# Etilen-acetat de vinil
Etilen-acetat de vinil (EVA) este un copolimer al etilenei și al acetatului de vinil.
EVA este un PVC aditivat cu KEE-Triopolimer, compatibil cu bitumul sau polistirenul (expandat sau extrudat), lansat pe piață în 1961.